# Мембрана (техніка)
Мембра́на (рос. мембрана, англ. membrane, нім. Membran(e) f) — гнучка або пружна, закріплена по замкненому контуру перетинка, що розділяє дві порожнини з різним тиском або відокремлює замкнену порожнину від навколишнього середовища. Застосовується в низці пристроїв: приладах, мембранних (діафрагмових) насосах, мембранних пневмоциліндрах, мембранній пневмоавтоматиці. Мембрани застосовують в основному за тисках до 1 МПа.

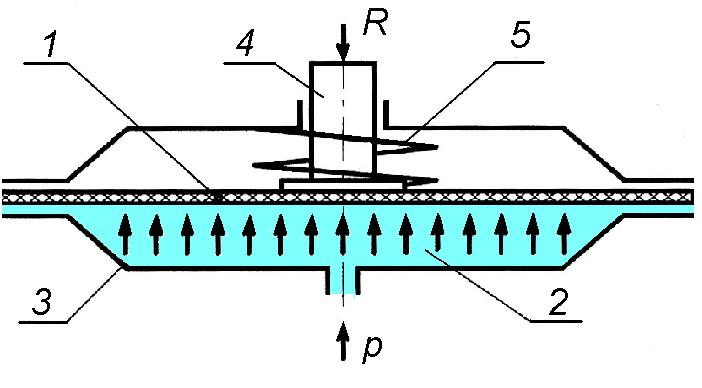
Виконавчий механізм на базі плоскої еластичної мембрани: 1-Диск мембрани; 2-Камера тиску; 3-Корпус; 4-Шток; 5-Пружина

Мембрани в пристроях пневмоавтоматики використовуються для сприймання зміни величини параметрів, що контролюються чи регулюються, та перетворення їх у механічні переміщення чи зусилля або навпаки. Найчастіше використовуються еластичні мембрани, що являють собою затиснені між фланцями плоскі або гофровані диски, виконані з гуми чи прогумованої тканини, капронової чи фторопластової плівки, тефлону тощо. Вони призначені для створення значних зусиль за порівняно невеликих переміщень.
Мембранний виконавчий механізм (див. рисунок) являє собою затиснений по периферії корпусу еластичний диск 1. При збільшенні тиску p, що підведений у камеру 2, еластичний диск притискається до верхньої частини корпусу 3 і шток 4, пов'язаний з еластичним диском, висувається, долаючи силу опору R. Зворотний хід штока за зменшення тиску p забезпечує пружина 5.
Металеві мембрани (з фосфористої і берилієвої бронзи, фольги, хромонікелевої сталі) застосовуються в барометрах-анероїдах, вимірювальних пристроях, що працюють в умовах високих температур, в телефонних трубках і звукозаписних пристроях (диктофонах) старих конструкцій.